# Jacques Benoist-Méchin
Jacques Gabriel Paul Michel Benoist-Méchin (* 1. Juli 1901 in Paris; † 24. Februar 1983 ebenda) war ein französischer Intellektueller, Journalist, Historiker, Musikwissenschaftler und Politiker.
Über einen Zeitraum von 30 Jahren betätigte er sich als Journalist besonders auf dem Gebiet der internationalen Fragen. Während der deutschen Besetzung Frankreichs im Zweiten Weltkrieg arbeitete er mit dem Vichy-Regime zusammen. Er engagierte sich besonders 1941, als er versuchte, engere Beziehungen zwischen seinem Vorgesetzten François Darlan und Hitler zu erreichen, um Frankreich in die Richtung eines „Neuen Europa“ unter nationalsozialistischer Führung zu bewegen. Benoist-Méchin wandte sich 1942 von der Vichy-Regierung ab, die nicht mehr in Übereinstimmung mit den Ideen von Pierre Laval bezüglich der deutsch-französischen Beziehungen handelte. Er wurde 1944 verhaftet und 1947 wegen seiner Kollaboration mit Nazideutschland zum Tode verurteilt. Seine Strafe wurde in Zwangsarbeit gemildert. Er blieb bis 1954 in Haft. Präsident Vincent Auriol begnadigte Benoist-Méchin danach. Nach seiner Entlassung aus dem Gefängnis betätigte er sich als Schriftsteller und Historiker, wobei er sich besonders auf Themen der Geschichte der arabischen Welt konzentrierte.

## Biographie

### Kindheit und Jugend
Benoist-Méchin war Spross einer alten Adelsfamilie und erhielt eine entsprechende Erziehung. Sein Vater war Baron von Empire, dessen Erbe er antrat. Durch seinen Vater wurde sein Interesse an der napoleonischen Zeit geweckt. Seine Kindheit verlief jedoch wegen der schlechten Finanzlage der Familie nicht unbeschwert. In seiner Studienzeit erwarb er die Fähigkeit, die Schriften antiker Autoren zu übersetzen. Weiterhin entwickelte sich seine Neigung zu literarischen und musikalischen Werken. Im Jahre 1922 führte er ein Interview mit Marcel Proust über Henri Sauguet, Mitglied der Musikschule von Arcueil.

### Der Erste Weltkrieg
Benoist-Méchin war noch zu jung, um als Soldat 1914 im Ersten Weltkrieg eingezogen zu werden. Während der Kriegszeit reifte in ihm der Gedanke zur Notwendigkeit eines Friedens in Europas, vor allem aber zu einer Aussöhnung zwischen Deutschland und Frankreich. Im Jahr 1923, als er seinen Wehrdienst ableistete, erlebte er die französische Besetzung des Rheinlandes durch Raymond Poincaré und beschloss, sich für einen Ausgleich mit Deutschland einzusetzen.

### Journalist
Von 1925 bis 1927 arbeitete er für die US-Informationsagentur International News Service. Danach betätigte er sich bei der Zeitschrift L’Europe nouvelle, die von Louise Weiss gegründet wurde. Sie warf ihm später seine Bewunderung für Hitler vor. Er sah in Hitler einen Erneuerer Europas, das einmal von ihm beherrscht werden würde.

### Zweiter Weltkrieg
Vor dem Krieg neigten seine politischen Ansichten offen zu Hitler und zum Nationalsozialismus. In seinem Buch Éclaircissements sur Mein Kampf, das er im Jahre 1939 bei Albin Michel veröffentlichte, schrieb er über Hitler: „Er ist ein Visionär, der beschlossen hat, seinen Traum mit dem Realismus eines Staatsmann zu verwirklichen“. In dieser Zeit vertrat er die Position eines Pazifisten, der eine Annäherung an Deutschland befürwortete. Er wurde zu einem Vertrauten von Otto Abetz, dem deutschen Botschafter in Frankreich. Als Staatssekretär in der Vichyregierung hielt er am 15. Mai 1942 neben Erziehungsminister Abel Bonnard eine vielbeachtete Rede anlässlich der feierlichen Eröffnung der Arno-Breker-Ausstellung in den Räumen des Musée de l’Orangerie, einem Hauptereignis der kulturellen Kollaboration in der Zeit der deutschen Besatzung.
Nach der Niederlage Frankreichs im Jahre 1940 betätigte er sich im Dienste von Georges Scapini, um Hilfe für Franzosen in Deutschland zu organisieren. Dann diente er im Außenministerium der Regierung von Vichy.  Dafür rechtfertigte er sich wie folgt:
„Ein besiegtes Land hat die Wahl, mit oder ohne den Sieger zu gehen; ich beschloss, mit ihm zu gehen.“
Er wurde 1944 verhaftet und wegen seiner Zusammenarbeit mit den Deutschen inhaftiert. Sein Prozess fand im Jahre 1947 statt, in dem er zum Tode verurteilt wurde. Durch den Gnadenakt von Vincent Auriol wurde die Todesstrafe in eine Haftstrafe abgeändert. Die Haftzeit bis 1954 verbrachte er im Gefängnis von Clairvaux.
Während seines Prozesses verteidigte er sich gegen den Vorwurf der Germanophilie, wobei er auf sein Engagement für europäische Fragen hinwies:
„Ich habe keine Vorliebe für die Germanophile in dem Sinne, aus dem man heute ableiten könnte, ich würde Deutschland als mein Land vorziehen. Als ich zum Völkerbund nach Genf mit Briand ging, sprach er von der Europäischen Föderation. Und ich denke, er hat Recht ...  Aber dass ich ab dem Moment, wo Deutschland drei Fünftel des französischen Territoriums besetzt hielt, germanophil bin, das, meine Herren, ist nicht möglich, das gibt es nicht.“

### Benoist-Méchin und de Gaulle
Trotz seiner Beteiligung an der Zusammenarbeit mit der deutschen Besatzung trat General Charles de Gaulle dafür ein, im Jahre 1944 eine Neuauflage des Buches Geschichte der deutschen Armee in mehreren hundert Exemplaren für die Ausbildung von Stabsoffizieren zur Verfügung zu stellen.

## Arbeit als Historiker
Nach seiner Entlassung aus dem Gefängnis widmete er sich der Erarbeitung von Biographien. Zuerst schrieb er über die Dynastie von Saudi-Arabien, danach über große europäische Persönlichkeiten, die außerhalb von Europa große Werke vollbrachten. So schrieb er eine Biographie über Hubert Lyautey, Lawrence von Arabien und Abd al-Aziz ibn Saud. Seine Werke über die Türkei sind voller Begeisterung für Kemal Atatürk. Das gemeinsame Thema dieser biographischen Werke ist die Rolle des Individuums als besondere Ausnahme, das den Lauf der Geschichte zu verändern und ein Reich zu bilden versucht.

## Seine Freunde
- Marcel Proust, mit dem er Gedanken austauschte und Übereinstimmung fand. Jacques Benoist-Méchin verfasste ein Buch über Marcel Proust und die Musik.
- Arno Breker, den er über Pavel Tchelitchev kennenlernte und der 1965 in Paris eine Porträtbüste von Benoist-Méchin gestaltete.
- Otto Abetz, Botschafter Deutschlands in Paris.
- Ernst Jünger, Direktor beim International News Service, wo er als  Journalist arbeitete.
- Paul Claudel, der Kultur-Attaché Frankreichs in Japan war. Sie tauschten etwa dreißig Briefe aus. Sie verband eine große Leidenschaft für das Theater. Die Korrespondenz liegt bei der Stiftung Claudel Jacques Klein.

## Schriften
- La Musique et l’Immortalité dans l’œuvre de Marcel Proust. Simon Kra, Paris 1926.
- Histoire de l’armée allemande. 2 Bände. Michel, Paris 1936–1938, (In deutscher Sprache: Geschichte des deutschen Heeres seit dem Waffenstillstand. Reimer, Berlin 1939);
  - Band 1: De l’armée impériale à la Reichswehr. 1936, (In deutscher Sprache: Vom Kaiserheer zur Reichswehr. 1939);
  - Band 2: De la Reichswehr à l’armée nationale. 1938.
- Éclaircissements sur Mein Kampf d’Adolf Hitler. Le Livre qui a changé la face du Monde. Michel, Paris 1939.
- La Moisson de quarante. Journal d’un prisonnier de guerre. Michel, Paris 1941, (In deutscher Sprache: Ernte Vierzig. Tagebuch eines Kriegsgefangenen. Hanseatische Verlags-Anstalt, Hamburg 1942).
- L’Ukraine. Des origines à Staline. Michel, Paris 1941.
- als Herausgeber: Ce qui demeure. Lettres de soldats tombés au champ d’honneur, 1914–1918. Michel, Paris 1942.
- Soixante jours qui ébranlèrent l’occident. Michel, Paris 1956, (In deutscher Sprache: Der Himmel stürzt ein. Frankreichs Tragödie 1940. Droste, Düsseldorf 1958).
- Le loup et le léopard. 3 Bände. Michel, Paris 1954–1960;
  - Band 1: Mustapha Kémal ou La mort d’un empire. 1954;
  - Band 2: Ibn-Séoud ou La naissance d’un royaume. 1955;
  - Band 3: Le Roi Saud ou L’orient à l’heure des relèves. 1960.
- Un printemps arabe. Michel, Paris 1959.
- Rêve le plus long de l’Histoire. 1961–1980;
  - Lawrence d’Arabie ou le rêve fracassé. La Guilde du Livre, Clairefontaine u. a. 1961;
  - Alexandre le Grand ou le rêve dépassé. La Guilde du Livre, Clairefontaine u. a. 1964;
  - Cléopâtre ou le rêve évanoui. La Guilde du Livre, Clairefontaine u. a. 1964;
  - Bonaparte en Égypte ou le rêve inassouvi. La Guilde du Livre, Clairefontaine u. a. 1966;
  - Lyautey, l’Africain ou Le rêve immolé. La Guilde du Livre, Clairefontaine u. a. 1966;
  - L’empereur Julien ou le rêve calciné. La Guilde du Livre, Clairefontaine u. a. 1969;
  - Frédéric de Hohenstaufen ou le rêve excommunié Perrin, Paris 1980.
- Deux étés africains. Mai – Juin 1967. Juillet 1971. Michel, Paris 1972.
- À destins rompus. Michel, Paris 1975, ISBN 2-226-00058-5.
- Fayçal, roi d’Arabie. L’homme, le souverain, sa place dans le monde. (1906–1975). Michel, Paris 1975, ISBN 2-226-00189-1.
- L’Homme et ses jardins, ou les métamorphoses du paradis terrestre. Michel, Paris 1975, ISBN 2-226-00160-3.
- De la défaite au désastre. 2 Bände. Michel, Paris 1984–1985, ISBN 2-226-02196-5 (Bd. 1), ISBN 2-226-02245-7 (Bd. 2), (posthum).
- À l’épreuve du temps. Souvenirs. Édition établie, présentée et annotée par Éric Roussel. 3 Bände. Julliard, Paris, 1989–1993, (posthum);
  - Band 1: 1905–1940. 1989, ISBN 2-260-00611-6;
  - Band 2: 1940–1947. 1989, ISBN 2-260-00681-7;
  - Band 3: 1947–1971. 1993, ISBN 2-87686-175-5.
- Histoire des Alaouites. 1268–1971. Perrin, Paris 1994, ISBN 2-262-01064-1, (posthum).